# Kulturhavn Kronborg
Kulturhavn kronborg er et samlet initiativ fra Kulturværftet, Kronborg, Museet for Søfart, og Helsingør havn, der skal tilbyde borgere og besøgende i Helsingør et bredt udvalg af kulturelle oplevelser
Kulturhavn kronborg omfatter hele arealet fra Helsingør by over det tidligere værft, nu Kulturværftet, og tørdokken, 2013 Museet for Søfart, til og med Kronborg slot.
I centrum af havne bassinet er i 2012 opstillet skulpturen "han" udført af den dansk/norske kunstner duo Elmgreen & Dragset 
for Helsingør by.

## References
1. ↑  "Event strategy" (PDF). Arkiveret fra originalen (PDF) 24. december 2013. Hentet 29. juli 2013.

## Eksterne links
- Official website Arkiveret 8. juli 2013 hos  Wayback Machine
- Kulturværket
- Kronborg slot
- Museet for Søfart
- Helsingør havn Arkiveret 26. oktober 2020 hos  Wayback Machine
- Helsingør Tourist Bureau website Arkiveret 7. oktober 2012 hos  Wayback Machine
- Helsingør kommune
- elmgreen & dragset: han public sculpture in elsinore, denmark installed

56°02′N 12°37′Ø / 56.04°N 12.61°Ø